# 穂積昌信
穂積 昌信（ほづみ まさのぶ、1974年〈昭和49年〉9月18日 - ）は、日本の政治家。群馬県太田市長（1期）。過去には群馬県議会議員（3期）を務めた。

## 来歴
1974年、群馬県太田市生まれ。
1993年、佐野日本大学高等学校卒業。以降太田医療技術専門学校、早稲田大学人間科学部を卒業。理学療法士となる。
自由民主党の政治塾で学び、2011年の群馬県議会議員選挙に自由民主党公認候補として出馬したが落選した。2015年、群馬県議会選挙にて初当選し、以降3期連続当選。議会では農林環境、厚生文化、総務企画、健康福祉の各常任委員会委員長などを務め、党内では群馬県連県議団長、政調会長を務めた。
2025年4月13日に執行された太田市長選挙の投開票の結果、現職で全国最高齢市長でもあった清水聖義に約2000票差で勝利した。これにより、旧市時代の1995年から30年間続いた清水市政に幕を閉ざした。
※当日有権者数：172,995人 最終投票率：39.74%（前回比：+10.18pts）
| 候補者名 | 年齢 | 所属党派 | 新旧別 | 得票数   | 得票率 | 推薦・支持 |
| -------- | ---- | -------- | ------ | -------- | ------ | ---------- |
| 穂積昌信 | 50   | 無所属   | 新     | 35,091票 | 51.54% |            |
| 清水聖義 | 83   | 無所属   | 現     | 32,989票 | 48.46% |            |